# Армстронг, Лэнс
Лэнс Э́двард А́рмстронг (англ. Lance Edward Armstrong, фамилия при рождении — Гундерсон англ. Gunderson, род. 18 сентября 1971[…], Плейно) — американский шоссейный велогонщик, с 1999 по 2005 год семь раз подряд побеждавший в «Тур де Франс». В 2012 году был пожизненно дисквалифицирован за систематическое применение допинга и лишён всех спортивных титулов, полученных с 1998 года.
Начинал профессиональную карьеру как специалист классических велогонок, в 1993 году выиграл чемпионат мира в групповой гонке. В 1996 году у Армстронга был диагностирован рак яичек с метастазами. Вылечившись в 1998 году, вернулся в велоспорт как гонщик команды US Postal. В её составе у Лэнса проявились способности горного гонщика, который может педалировать в подъём с крайне высокой частотой. Он выиграл «Тур де Франс» 7 раз подряд, и после победы в 2005 году объявил о завершении карьеры. В 2009 году Армстронг снова вернулся в велоспорт, но не сумел добиться результатов, сопоставимых с прежними. В феврале 2011 года повторно завершил карьеру на фоне расследования в США по поводу возможного использования им допинга. В 2012 году Армстронг был дисквалифицирован за применение допинга, а все его результаты с момента возвращения в велоспорт после ракового заболевания (1 августа 1998 года) были аннулированы, в том числе титулы на «Тур де Франс» и бронзовая медаль Олимпийских игр 2000.
17 января 2013 года в интервью Опре Уинфри признался в использовании допинга во время своей карьеры в велоспорте.
Основатель благотворительного фонда по борьбе с раком фонд Livestrong.

## Биография

### Начало

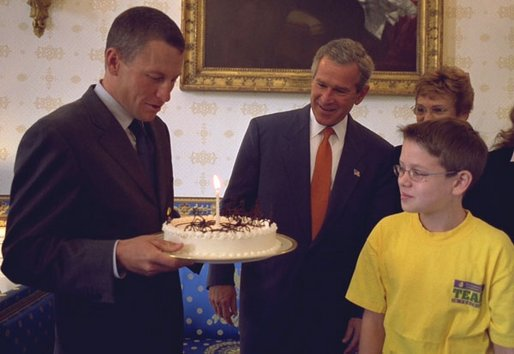
Лэнс Армстронг и президент США Джордж Буш-младший

Родился 18 сентября 1971 года в пригороде Далласа, штат Техас. Воспитывался одной матерью после того как в раннем детстве их бросил отец. Первым видом спорта, которым начал заниматься Лэнс, было плавание.
В 12 лет начал заниматься триатлоном, а уже в возрасте 16 лет стал профессиональным триатлонистом. Становился чемпионом США на короткой дистанции по триатлону в 1989 и 1990 годах. Триатлон еще не был олимпийским видом и Лэнс решил переключиться на велоспорт чтобы участвовать в Олимпиаде. Армстронг выиграл чемпионат США среди любителей в 1991 году. На XXV Олимпийских играх в Барселоне в 1992 году занял 14 место в групповой гонке. Стал одним из самых молодых чемпионов мира в шоссейных велогонках, одержав победу в 1993 году в возрасте 22 лет.
Победил на нескольких этапах «Тур де Франс» в 1993 и 1995 годах в составе «Моторолы». В 1996 году Лэнс стал гонщиком № 1 в США, лидером олимпийской сборной 1996 года и подписал выгодный контракт с французской командой Cofidis на сумму 2,5 млн долларов.

### Болезнь
2 октября 1996 года лечащий врач обнаружил у Армстронга запущенный рак яичек с метастазами в брюшной полости, лёгких и головном мозге. Шансов выжить было 20 %. Последовали операции по удалению яичка и образований в мозге. К счастью, опухоли в мозге оказались мёртвыми клетками. Лэнс пошёл на новейшие агрессивные методы химиотерапии, которая могла дать и побочный эффект. Но рак отступил. Армстронг получил шанс на новую жизнь. Cofidis, апеллируя к прописанному в контракте обязательному медобследованию с последующим законным аннулированием контракта, заставил принять новые условия, по которым фирма выплачивала треть от суммы, предусмотренной первоначальным двухлетним контрактом, и оставляет за собой право по истечении года досрочно выйти из договора. Вдохновленный выздоровлением, Армстронг создал фонд Livestrong для помощи больным раком и решил пропагандировать борьбу с этой болезнью, вновь сев на велосипед. Он снова начал упорно тренироваться, его приняла в свои ряды скромная команда «U.S. Postal Service» («Почтовая служба США»). Земляки помогли ему пробиться в элиту велоспорта. Результат пришёл в 1998 году, когда на испанской супер многодневке «Вуэльта» Лэнс Армстронг занял итоговое 4 место.
В 2000 году вышла книга Лэнса Армстронга и Сэлли Дженкинс «Не только о велоспорте: моё возвращение к жизни», рассказывающая о его борьбе с раком и возвращении в спорт.

### Личная жизнь
Первая жена Лэнса Армстронга — Кристин Ричард (Kristin Richard), активистка благотворительного движения помощи раковым больным, помогала ему бороться с болезнью. У них трое детей: мальчик — Люк-Луи Давид (род. 1999) и две девочки-близняшки — Грейс и Изабель. Но в 2003 году Лэнс развёлся с супругой, с которой прожил 5 лет.
Потом 2 года Армстронг встречался с известной американской певицей Шэрил Кроу и едва не женился на ней, объявив в 2005 году о помолвке. Но свадьба не состоялась.
В настоящее время[когда?] состоит в гражданском браке с Анной Хансен, в 2009 году у них родился сын Макс, а в октябре 2010 года — дочь Оливия Мария.

## Карьера
Примечание: все спортивные титулы, завоёванные Лэнсом Армтсронгом с 1 августа 1998 года и позднее аннулированы.

### 1999 год
Весной Армстронг уже набрал хорошую спортивную форму и занял второе место на престижной однодневной гонке «Amstel Gold Race».
На недельной гонке «Критериум Дофине» Лэнс выиграл пролог, но упустил лидерство на следующих этапах и финишировал на 8-м месте в общем зачёте.
На Тур де Франс 1999 Лэнс приехал в статусе тёмной лошадки и с пролога сразу захватил лидерство, но упустил его на следующих спринтерских этапах. На 8 этапе 56 километровой гонки с раздельным стартом (ITT) он уже с первых метров дистанции задал отличный темп, а по окончании этапа надел жёлтую майку лидера общего зачёта.
После дня отдыха на тяжёлом горном этапе с финишем в горе высшей категории на горнолыжной базе в Сестриере Лэнс проявил себя не только сильным горовосходителем, но и выдающимся тактиком. После этого этапа отрывы выросли до гигантских и он, не проигрывая слишком много, уже не упускал лидерство. Выиграв финальную «разделку», Армстронг закончил «Тур» с четырьмя победами на этапах и в итоговой классификации. Так для него закончился гоночный календарь 1999 года.

### 2000 год
В итоговом протоколе Армстронг оставил далеко позади Яна Ульриха, который в итоговом протоколе финишировал вторым, отстав более чем на шесть минут.

### 2001 год

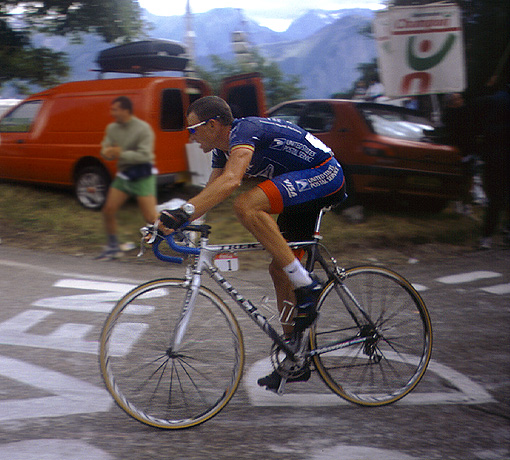
Лэнс Армстронг на победоносном 10 этапе

В последующий год техасца уже расценивали как реального претендента на третью подряд победу. Уже весной того года Армстронг показывал превосходные результаты. В весенней классической гонке «Амстэл Голд Рэйс» американец занял второе место, проиграв только местному фавориту Эрику Деккеру. По ходу гонки «Тур де Франс» американец произвёл решающую атаку на подъёме Alpe d’Huez, где выиграл две минуты у ближайшего соперника Ульриха. На следующий день в горной «разделке» до Chamrousse Армстронг выиграл у Ульриха ещё минуту. Позже в Пиренеях Армстронг выиграл ещё один этап, посвятив эту победу Фабио Казартелли. 29 июля 2001 года Армстронг выиграл свой третий «Тур».

### 2002 год
В течение трёх долгих лет никто не мог противостоять Лэнсу в борьбе за звание чемпиона «Тур де Франс». 2002 год был ознаменован множеством побед для Лэнса как в спорте, так и в личной жизни, в ноябре 2001 года у него родились близняшки. Главного соперника на протяжении двух последних лет — Яна Ульриха — уволили из команды, и ему пришлось пропустить Тур 2002.
В июне выигрывает так называемый малый «Тур де Франс» — «Критериум Дофине». Флойд Лэндис, его товарищ по команде, занял второе место.
Всё начиналось с пролога, проходившего тогда в Люксембурге. Вначале Лэнс не захотел надевать жёлтую майку на правах прошлогоднего победителя. Он сказал, что её следует сперва заслужить, что у него прекрасно получилось. Он выиграл пролог, оставив вторым знаменитого француза Жалабера.
Далее шли малозначительные для общего зачёта спринтерские этапы. Четвёртый этап ознаменовался командной гонкой с раздельным стартом, на котором все фавориты были близко друг к другу на финише.
Следующая сложность, которую предстояло преодолеть гонщикам, имела место на 9-м этапе, на индивидуальной гонке с раздельным стартом. Армстронг шёл на победу, но, по его собственным словам, устал на последних пяти километрах, и в итоге он пропустил вперёд Гальдеано. Но, несмотря на лишь второе место, Лэнс отыграл много времени в общем зачёте у своих главных оппонентов.
11-й этап был первой реальной проверкой в горах на том Туре. Хотя Лэнс чувствовал себя не слишком хорошо, его товарищ по команде Роберто Эрас буквально вывез Армстронга на вершину горы Ла Монги. Лэнс оставил Белоки в семи секундах позади себя, а Роберто — в тринадцати.
12-й этап был очередным горным участком Тура и запомнился хорошим выступлением француза Жалабера, который по окончании этого этапа упрочил своё первое место в звании «гороховая майка» (лучший горный гонщик Тур де Франс). Один за другим гонщики выпадали из группы лидеров. Сначала лидировал Хосе Рибера, затем он уступил первую позицию Роберто Эрасу. Под конец этапа в лидеры вышли Армстронг и Белоки. За 4 км до финиша Армстронг вырвался вперёд, и в итоге ему удалось выиграть этот этап.
После этого Лэнсу осталось сконцентрироваться на том, чтобы не проиграть слишком много на следующих этапах, что ему отлично удалось, по ходу дела он выиграл свой четвёртый этап на том туре, а именно последнюю разделку, за день до финиша гонки в Париже.

### 2005 год
После семи побед на «Тур де Франс» Лэнс заявил об уходе на покой.

### 2008 год
9 сентября 2008 года Армстронг объявил о возвращении в большой велоспорт; он будет выступать под предводительством Йохана Брюнеля под флагом казахстанской команды «Астаны». Гонки, в которых Армстронг запланировал принять участие в 2009 году, это гонка по Австралии, Тур Калифорнии, Париж — Ницца, Тур Джорджии, Критериум Дофине, Джиро д’Италия и Тур де Франс. За своё возвращение в мир большого велоспорта Лэнс в денежном выражении ничего не получит; обосновывая свою причину возвращения, в видеообращении к болельщикам он сказал: «Счастлив сообщить вам, что посоветовавшись с семьёй, детьми и близкими друзьями, я принял решение вернуться в профессиональный велоспорт. Я делаю это, чтобы все люди больше узнали о раковых заболеваниях. Почти восемь миллионов человек умерло от рака в этом году. Ещё миллионы страдают не только от болезни, но от социальной изоляции. Пора привлечь к этому внимание».

### 2009 год
В мае 2009 года 37-летний Лэнс в составе «Астаны» впервые прошёл гонку «Джиро д’Италия» и занял 12-е место в личном зачёте.
В июле 2009 года в составе команды «Астана» стартовал на Тур де Франс 2009 и занял 3-е место в генеральной классификации.

### 2010 год
Армстронг организовал новую команду — Team RadioShack — которая начала свои выступления в 2010 году. На Тур де Франс-2010 команда заняла первое место в общекомандном зачёте.

### 2011 год
В 2011 году Армстронг завершил свою спортивную карьеру в велоспорте и снова занялся триатлоном. Последней гонкой стала австралийская Tour Down Under, состоявшаяся в январе 2011 года, где Армстронг занял 65-е место.

### 2012 год
В 2012 году Армстронг принял участие в нескольких триатлонах. Выиграл два триатлона Ironman 70.3 один во Флориде, второй на Гавайях.

## Применение допинга
Впервые Армстронг был обвинён в употреблении допинга в 1999 году во время Тур де Франс, когда в его пробе обнаружились следы кортикостероидов, однако тогда команда US Postal смогла доказать, что этот препарат содержался в разрешённом медиками креме, который он использовал.
В 2005 году L’Équipe сообщила, что в анализах мочи спортсмена, взятых в 1999 году, были обнаружены следы эритропоэтина. Однако проведённое UCI после этого расследование показало его невиновность.
В мае 2011 года в передаче 60 минут на телеканале CBS бывший партнёр Армстронга по сборной США — Тайлер Хэмилтон сообщил, что неоднократно видел, как Лэнс употребляет допинг:

Армстронг применял то же, что и все остальные гонщики — эритропоэтин. Я видел этот препарат в его холодильнике, и не раз заставал Лэнса за его употреблением

14 июня 2012 года Американское антидопинговое агентство (USADA) предъявило Лэнсу Армстронгу обвинения в нарушении нескольких пунктов антидопинговых правил на основании результатов допинг-проб, взятых в 2009 и 2010 годах и свидетельских показаний других велогонщиков. Кроме того, специалисты нашли закономерности в изменениях показаний биопаспорта велосипедиста с циклами соревнований за все годы выступлений Лэнса в соревнованиях. Также подобные обвинения были предъявлены четырём другим бывшим партнёрам по команде, включая тренера. Армстронг, несмотря на то, что отрицал все выдвинутые обвинения и пытался через суд доказать свою невиновность, был временно отстранён от участия в предстоящих велогонках и триатлоне.
23 августа Армстронг на своём официальном сайте опубликовал заявление, в котором сообщил об отказе в дальнейшем пытаться доказать свою невиновность в суде. 24 августа Американское антидопинговое агентство объявило о пожизненной дисквалификации Армстронга и рекомендовало Международному союзу велосипедистов (UCI) аннулировать все его результаты начиная с 1 августа 1998 года, включая все победы, одержанные им на Тур де Франс. В тот же день Международный союз велосипедистов выпустил пресс-релиз с заявлением, в котором сообщается о том, что прежде чем принимать решение об аннулировании результатов Армстронга, они дождутся подробных разъяснений от USADA. Организаторы Тур де Франс также пока никак не комментируют ситуацию с лишением семи чемпионских титулов.
Комментарий о вынесенном решении исполнительного директора USADA Трэвиса Тайгарта:

Это грустный день для всех, кто любит спорт и наших спортсменов. Это душераздирающий пример того, как спорт, в котором всё бросается на алтарь победы, затмевает собой честные соревнования и спортсменов, не принимающих допинг. Это будет напоминанием для будущих поколений, что состязаться нужно, не принимая допинга.

В распоряжении USADA оказались многочисленные свидетельства гонщиков, врачей и официальных лиц, пересекавшихся с Армстронгом, о том, что он регулярно употреблял допинг в период с 1998 по 2011 год.
Армстронгу были предъявлены обвинения в нарушении пяти антидопинговых правил:

1. Использование запрещённых веществ, включая эритропоэтин (ЭПО), переливания крови, тестостерон, кортикостероиды и маскирующие препараты;

2. Хранение (управление) запрещённых субстанций, включая ЭПО, переливание крови и сопутствующего оборудования для этого;

3. Торговля и распространение ЭПО, тестостерона и кортикостероидов;

4. Манипуляция другими ЭПО, тестостероном и кортизоном;

5. Содействие, подстрекательство, сокрытие и другое участие в нарушении антидопинговых правил.

27 августа 2012 руководитель USADA Трэвис Тайгарт заявил, что агентство может смягчить наказание для гонщика, если он признает свою вину.
10 октября 2012 USADA опубликовала 200-страничный доклад, подкреплённый более чем тысячей страниц материалов, раскрывающий участие Армстронга и других членов команды USPS в допинговых схемах.
17 октября 2012 в МОК сообщили, что рассмотрят вопрос о возможном лишении бронзовой медали Армстронга на Олимпиаде 2000 в Сиднее.
17 октября 2012 Армстронг был смещён с поста председателя фонда Livestrong.
17—19 октября 2012 о разрыве сотрудничества с Армстронгом заявили такие компании, как Trek, SRAM и Nike.
22 октября 2012 президент UCI признал правомерность санкций USADA и подтвердил дисквалификацию Армстронга. В тот же день директор «Тур де Франс» Кристиан Прюдомм заявил, что Лэнс Армстронг должен будет вернуть призовые, заработанные за свои победы. Скандал вокруг применения допинга Армстронгом вызвал волну возмущения в мире — не только среди спортивных функционеров, но и среди рядовых болельщиков велоспорта. Так, одна австралийская библиотека демонстративно переместила книги Л. Армстронга («Лэнс Армстронг — образ чемпиона», «Программа выступлений Лэнса Армстронга», «Лэнс Армстронг: величайший чемпион в мире») из раздела «Мемуары» в раздел «Художественная литература» (беллетристика).
В январе 2013 года, наконец, сам признался в употреблении допинга с помощью специально разработанной допинг-программы. «Невозможно без допинга семь раз выиграть „Тур де Франс“», — заявил он в интервью известной телеведущей Опре Уинфри.

Да, для меня было важно побеждать, но нельзя утверждать, что наша программа была грандиознее допинг-программы Восточной Германии в 1970-х и 80-х, это не так.

12 августа 2013 года Лэнс Армстронг вернул олимпийскую медаль Сиднея 2000 года.
4 апреля 2014 года Лэнс Армстронг лишён французского Ордена Почетного легиона. Указ об этом подписал президент Франции Франсуа Олланд.

### Армстронг в популярной культуре
Лэнс Армстронг дважды появлялся в небольших ролях самого себя на киноэкранах, в комедиях «Вышибалы» и «Он, я и его друзья».
31 октября 2012 года на телеэкраны вышла серия «Южного парка» «Браслет для аплодисментов», обыгрывающая допинговый скандал с Армстронгом.
В 2014 году на Московском международном кинофестивале был представлен фильм режиссёра Алекса Гибни «Ложь Армстронга».

#### Киновоплощение
Художественный фильм «Допинг» (The Program, 2015, режиссёр Стивен Фрирз). В роли Л. Армстронга — Бен Фостер. В основе сценария фильма книга ирландского спортивного журналиста из Sunday Times Дэвида Уолша. Этот журналист в течение 13 лет следил за спортивной карьерой Армстронга и в 2012 году издал книгу «Семь смертных грехов: моя погоня за Лэнсом Армстронгом» (англ. Seven Deadly Sins — My Pursuit of Lance Armstrong).

## Достижения
- «Тур де Франс»
  - 3-е место (2009),
  - 1-е место в общекомандном зачёте (2010),
- «Джиро д’Италия»
  - 12-е место (2009) (после 4-летнего перерыва в велоспорте),
- «Тур Джорджии»
  - Победитель тура и двух его этапов (2004),
- «Критериум Дофине»
  - Победитель гонки (2002, 2003),
  - Победитель пяти этапов (1999—2004),
- «Тур Швейцарии»,
  - Победитель тура и двух его этапов (2001).

- 2-е место в однодневке «Амстел Голд Рейс» (2001),
- Бронзовый призёр индивидуальной шоссейной гонки на Олимпийских играх 2000,
- Победитель «Тур Люксембурга» (1998),
- 4-е место в «Вуэльта Испании» (1998),
- Победитель "Тур Рейнланд-Пфальца (1998),
- Победитель «Флеш Валонь» (1996),
- Победитель «Классика Сан-Себастьяна» (1995),
- Победитель этапа на многодневке «Париж-Ницца» (1995),
- Чемпион мира среди профессионалов (1993),
- Чемпион США (1993).

|                 | 1993 | 1994 | 1995 | 1996 | 1998 | 1999 | 2000 | 2001 | 2002 | 2003 | 2004 | 2005 | 2009 | 2010 |
| --------------- | ---- | ---- | ---- | ---- | ---- | ---- | ---- | ---- | ---- | ---- | ---- | ---- | ---- | ---- |
| Тур де Франс    | НФ   | НФ   | 36   | НФ   | -    | DQ   | DQ   | DQ   | DQ   | DQ   | DQ   | DQ   | 3    | 23   |
| Джиро д'Италия  | -    | -    | -    | -    | -    | -    | -    | -    | -    | -    | -    | -    | 11   | -    |
| Вуэльта Испании | -    | -    | -    | -    | DQ   | -    | -    | -    | -    | -    | -    | -    | -    | -    |

| Олимпийские игры | Групповая гонка | Раздельная гонка |
| ---------------- | --------------- | ---------------- |
| Барселона 1992   | 14              | —                |
| Атланта 1996     | 12              | 6                |
| Сидней 2000      | 13              | ДСК              |

| Год  | Групповая гонка | Раздельная гонка |
| ---- | --------------- | ---------------- |
| 1993 | 1               | —                |
| 1994 | 7               | —                |
| 1998 | 4               | 4                |